# Ciao Bambina
Ciao Bambina es un cortometraje documental español de 2024, dirigido por el ítalo-chileno Afioco Gnecco y la española Carolina Yuste.
En 2025 fue nominado en la 39.ª edición de los Premios Goya en la categoría de Mejor cortometraje documental.

## Argumento
El cortometraje se centra en el viaje personal de Afioco Gnecco a medida que lidia con su transición de género y los efectos de la testosterona en su cuerpo. Junto a su amiga Carolina, quién le ha apoyado desde el inicio de su transición, busca reconciliarse con su deadname y sentirse cómodo al fin para bañarse en la playa.

## Producción
La idea de Ciao Bambina surgió a raíz de unas vacaciones conjuntas que hicieron los directores de la película a la isla de El Hierro, cuando Afioco estaba comenzando su transición de género, lo que inspiró a Yuste a comenzar a grabarle para documentar su experiencia. En el documental se muestran, además, situaciones a las que tiene que hacer frente Afioco en su día a día, como no poder cambiar su nombre en el registro civil debido a no tener la nacionalidad española, o tener que esperar dos años más para poder someterse a una cirugía de afirmación de género.
Pese a las dificultades, tanto Yuste como Gnecco decidieron afrontar el cortometraje desde una perspectiva positiva, afirmando estar cansados de las películas que reflejan la transexualidad desde la tragedia y la fijación por la genitalidad. Así mismo, Afioco Gnecco mencionó la película 20.000 especies de abejas como un referente positivo que ofrecía otra sensibilidad.

## Premios y nominaciones
- 2024: Ganador del Biznaga de Plata del Festival de Málaga.[2]
- 2025: Nominado al Premio Goya al mejor cortometraje documental.[3]